# Itala (motorfiets)
Itala is een Italiaans historisch merk van motorfietsen.
De bedrijfsnaam was: Moto Itala, Giuseppe Navone, Torino.

## Voorgeschiedenis
Giuseppe Navone hield zich al in de jaren twintig zowel met de import als de productie van motorfietsen bezig. Van 1921 tot 1923 produceerde hij onder de merknaam GN (Giuseppe Navone) al motorfietsen, aanvankelijk met Britse inbouwmotoren en later met motoren van Train-Italia. In 1929 kocht hij het merk Baudo van Antonio Baudo dat hij tot ca. 1931 in stand hield.

## Itala
Begin jaren dertig was Navone nog steeds importeur van Franse en Engelse motorfietsen. In 1933 bracht hij zelf een licht motorfietsje op de markt, de Piccolo Itala met een 100cc-Train-tweetaktmotor en twee versnellingen. Al snel volgden zwaardere modellen met Chaise-inbouwmotoren, de 175cc-modellen Itala CH 1 Standard en CH 1 Sport, de 205cc-CH 2 en de 350cc-CH 3. Verder leverde Itala de Ulster 500, TT 500, TT 350 en TT 250 met Rudge-kopklepmotoren. De Itala GN 1 had een 586cc-eencilindermotor en de GN 2 een 500cc-tweecilinder. De Super Itala had een 750cc-Chaise-V4 met drie versnellingen.
In 1934 werden de 175cc-modellen vervangen door de Artic 220, eveneens met een Chaise-motor. De viercilindermotor van de Super Itala werd vervangen door een 500cc- Rudge Python eencilinder met vier kopkleppen. Naast de Ulster- en TT-modellen die al tamelijk snel en sportief waren, leverde men nu ook echte productieracers met Rudge-motoren, de 250 (145 km/h), de 350 (160 km/h) en de 500 (175 km/h). In hetzelfde jaar verscheen de Itala Titan triporteur met een 500cc-zijklepmotor.
In 1936 was de productie weer zeer beperkt, alleen de 100cc-Piccolo Itala was nog in productie en waarschijnlijk richtte Navone zich weer meer op zijn importeurschap. Toch bleef het merk Itala tot aan het uitbreken van de Tweede Wereldoorlog bestaan.
- Zie ook Navone.